# Violette Stendelwurz
Die Violette Stendelwurz (Epipactis purpurata) gehört zur Gattung der Stendelwurzen (Epipactis) in der Familie der Orchideen (Orchidaceae).

## Beschreibung

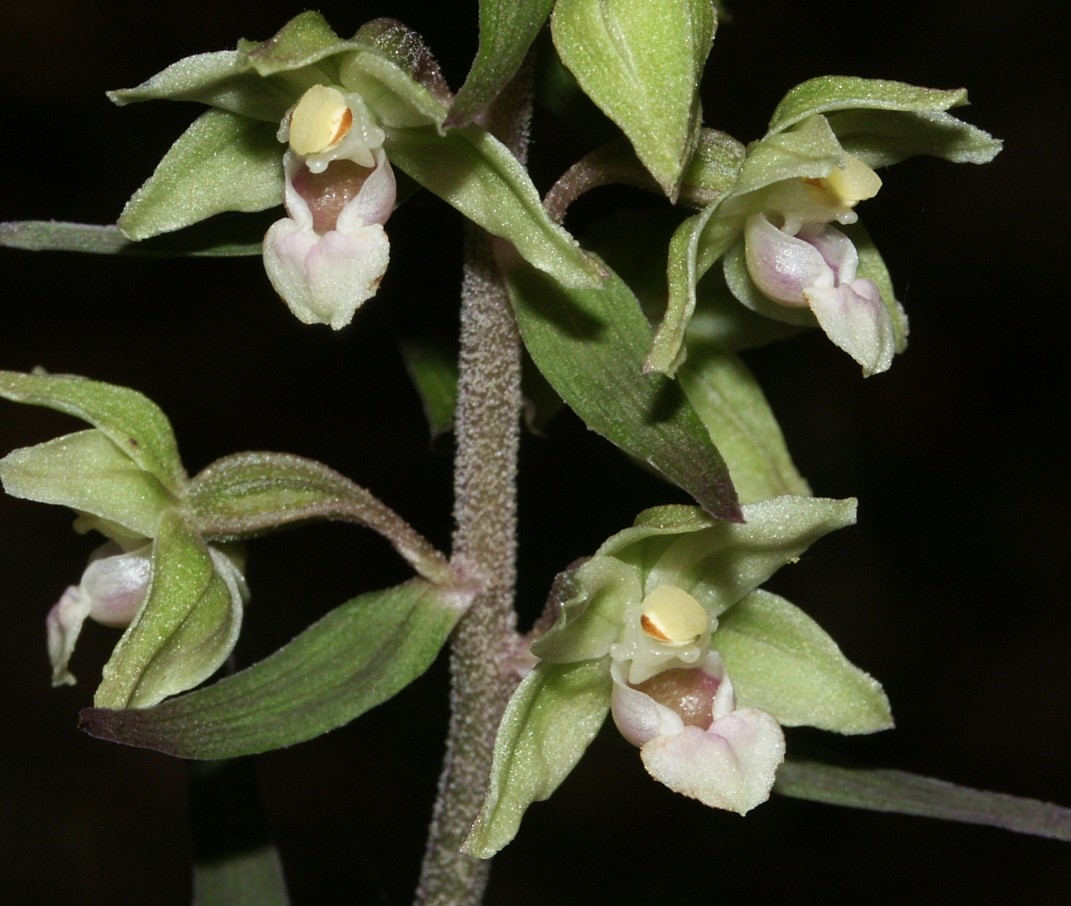
Detail des Blütenstands

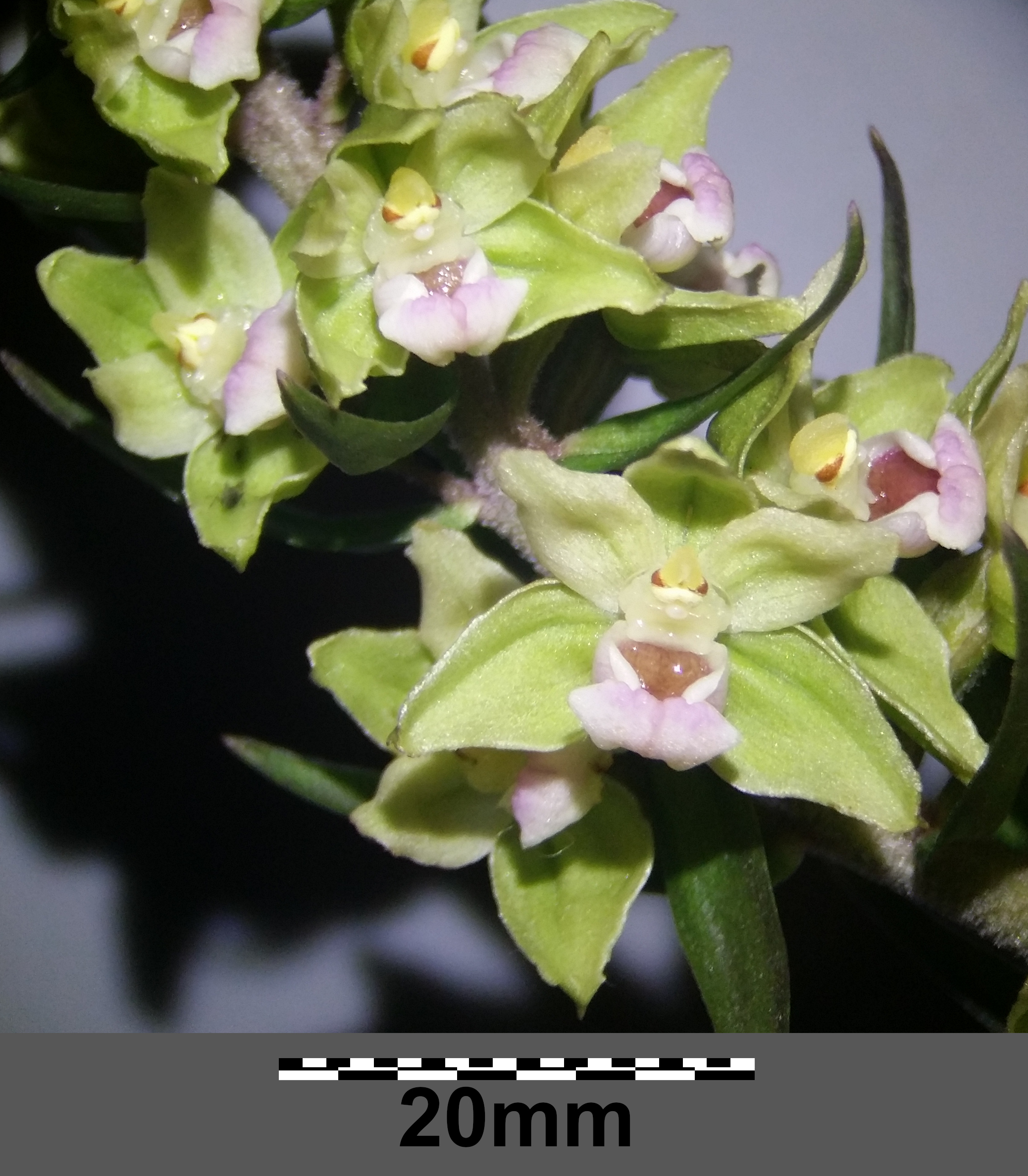
Blüten

Unter den heimischen Stendelwurz-Arten besitzt die Violette Stendelwurz ein nahezu unverwechselbares Aussehen. Sie kann eigentlich nur mit der Kleinblättrigen Stendelwurz verwechselt werden.

### Vegetative Merkmale
Aus einem tief in der Erde liegenden Rhizom wachsen oft mehrere (bis zu 10) Triebe mit einer Wuchshöhe von 25 bis 62 Zentimeter. Im untersten Teil hat der Stängel 2 bis 3 scheidige Schuppenblätter. Weiter oben folgen vier bis zehn Laubblätter. Sie sind spiralig und fast gleichmäßig am Stängel verteilt. Sie sind schmal eiförmig, stark geadert  und dunkelgrün bis grün-violett gefärbt. Die unteren Stängelblätter sind 3 bis 7 Zentimeter lang und 1,2 bis 3,2 Zentimeter breit. Das oberste Stängelblatt ist tragblattartig, 2 bis 7 Zentimeter lang und erreicht den Blütenstand. Die ganze Pflanze ist bis zur Mitte nur spärlich behaart, aber nach oben und im Bereich des Blütenstands graufilzig.

### Generative Merkmale
Der 10 bis 30 Zentimeter lange, dichte und einseitswendige Blütenstand trägt 10 bis 50 Blüten, die sich in der Regel weit öffnen. Die Tragblätter nehmen von unten nach oben an Größe ab. Die unteren sind deutlich länger als die Blüten. Der Blütenstiel ist 4 bis 6 Millimeter lang. Die Blütenblätter des äußeren Kreises sind innen kräftig grün und außen oft etwas violett überlaufen, die des inneren Kreises sind weißlich-grün. Die Lippe ist weiß, sie ist 10 bis 12 Millimeter lang, 5,5 bis 6,5 Millimeter breit und in Vorder- und Hinterlippe gegliedert. Die Vorderlippe ist herzförmig und an freien Ende zurückgeschlagen. Die Wülste der Vorderlippe sind meist rosa gefärbt. Die Innenseite der schüsselförmigen Hinterlippe ist hell- bis dunkelrosa gefärbt. Der Fruchtknoten ist 14 bis 16 Millimeter lang.
Die insgesamt grün-violetten Pflanzen heben sich vor der Blütezeit kaum vom braunen, mit Laub oder Nadeln bedeckten Waldboden ab und sind aus größerer Entfernung schwer zu entdecken. Während der Blütezeit sind sie jedoch durch die grünen Blüten meist sehr auffällig.
Die Triebe der Pflanze tragen immer Blüten. Blütenlose (sterile) Triebe, wie sie bei jüngeren Pflanzen verschiedener anderer Stendelwurz-Arten die Regel sind, gibt es bei dieser Art nicht.
Die Blütezeit beginnt später als bei der Breitblättrigen Stendelwurz im Juli und kann bis in den September reichen. Die Fruchtreife beginnt erst sehr spät ab November.
Als Bestäuber wurden Wespen beobachtet. Es werden Vespa austriaca, Vespa rufa, Vespa sylvestris, Vespa vulgaris und Paravespula germanica genannt.

## Genetik
Die Violette Stendelwurz besitzt einen Karyotyp von zwei Chromosomensätzen und jeweils 20 Chromosomen (Zytologie: 2n = 40).

## Ökologie

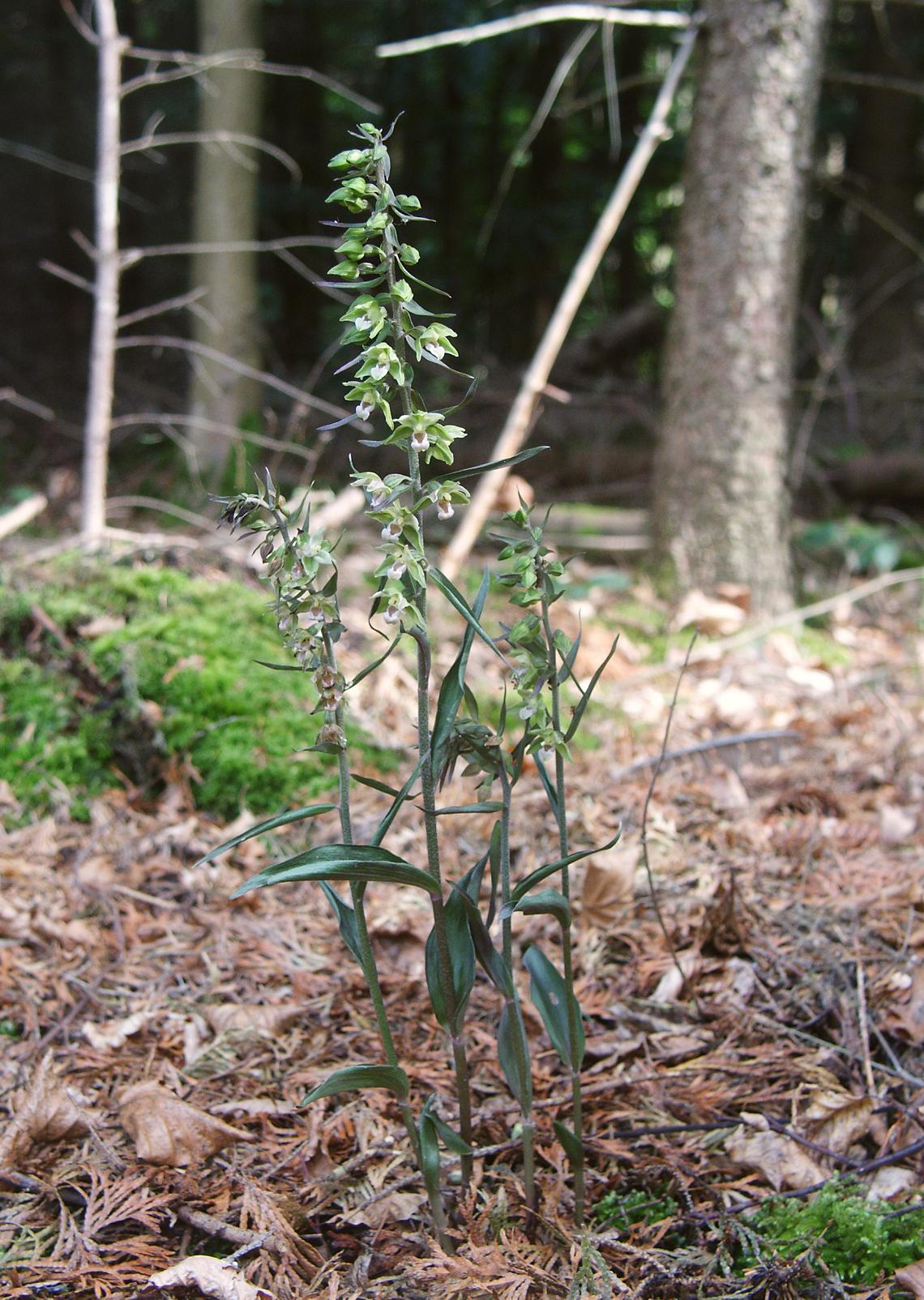
Am Standort in den Schwäbisch-Fränkischen Waldbergen

Die Violette Stendelwurz kommt in verschiedenen Waldtypen vor, besonders in Buchen- und Fichtenwäldern mit frischen bis nicht allzu feuchten Böden. Die Böden sind oberflächlich oft im neutralen bis leicht sauren Bereich, der Untergrund jedoch kalkhaltig.
Wegen ihrer geringen Abhängigkeit von der Photosynthese kommt sie auch in sehr dunklen Wäldern vor. In dichten Fichtenwäldern kann sie dann sogar die einzige Pflanzenart sein, oder nur noch z. B. mit dem Weißen Waldvöglein oder anderen myko-heterotrophen Pflanzen vergesellschaftet sein. Die Fichtenwälder sind nicht selten Monokulturen. In der Regel ist sie an Waldrändern oder entlang der Waldwege seltener.
Die ökologischen Zeigerwerte nach Landolt et al. 2010 sind in der Schweiz: Feuchtezahl F = 3w+ (mäßig feucht aber stark wechselnd), Lichtzahl L = 1 (sehr schattig), Reaktionszahl R = 3 (schwach sauer bis neutral), Temperaturzahl T = 4 (kollin), Nährstoffzahl N = 2 (nährstoffarm), Kontinentalitätszahl K = 3 (subozeanisch bis subkontinental).
Die Violette Stendelwurz ist in der Regel seltener als die Breitblättrige Stendelwurz, kann aber stellenweise auch die häufigere Art sein, so z. B. auf der Lonetal-Flächenalb, deren oberflächlich entkalkte Böden über Malm dem beschriebenen Schema entsprechen.
- Pflanzengesellschaften:
  - Ordnung Fagetalia sylvaticae (Mesophytische, buchenwaldartige Laubwälder Europas)
  - Verband Fagion sylvaticae
  - Verband Carpinion (Eichen-Hainbuchen-Wälder)

## Verbreitung
Gesamtverbreitung:
Das Verbreitungsgebiet erstreckt sich von Frankreich bis ins Baltikum (Litauen) und Moldawien, nach Süden dringt die Nominatform nicht bis ins mediterrane Gebiet vor, nach Norden nicht in die borealen Gebiete. Außerhalb dieses Verbreitungsgebiets sind vom Kaukasus, Griechenland bis Süditalien einige Unterarten zu finden. Nach Baumann und Künkele hat die Art in den Alpenländern folgende Höhengrenzen: Deutschland 158–955 Meter, Frankreich 130–850 Meter, Schweiz 345–1230 Meter, Liechtenstein 590 Meter, Österreich 250–1000 Meter, Italien 1050–1380 Meter, Slowenien 350–800 Meter. In Europa sind die Grenzen 50–1380 Meter Meereshöhe.
Deutschland:
In Hessen, dem Saarland, Baden-Württemberg und Thüringen ist die Violette Stendelwurz gut verbreitet. In den übrigen Bundesländern ist sie deutlich seltener. Auffällig ist in der norddeutschen Tiefebene in Schleswig-Holstein ein isoliertes Vorkommen.
Schweiz:
In der Schweiz gehört die Violette Stendelwurz zu den selteneren Arten. Sie kommt im Jura, Mittelland, vereinzelt am Alpen-Nordrand, am Thurgauer Seerücken und im Wallis vor.

## Naturschutz und Gefährdung
Die Art ist in Deutschland durch die BArtSchV besonders geschützt.
Rote Listen:
- Rote Liste Deutschland: nicht gefährdet

- Rote Liste Bundesländer:

| - Baden-Württemberg: ungefährdet - Bayern: 3 - Hessen: ungefährdet - Nordrhein-Westfalen: 3 - Rheinland-Pfalz: 4 - Saarland: ungefährdet - Niedersachsen: 3 | - Sachsen: 1 - Sachsen-Anhalt: 3 - Thüringen: ungefährdet - Schleswig-Holstein: 1 - Mecklenburg-Vorpommern: 1 - Berlin & Brandenburg: fehlt |

- Rote Liste Schweiz: nicht gefährdet[2]

Die Violette Stendelwurz ist noch weitgehend wenig gefährdet. Ihre Standorte sind hauptsächlich von Kahlschlägen bedroht, was besonders auf Fichtenwälder zutrifft. Eine geringere Gefährdung geht von Rehen aus, die die Blütenstände abfressen.

## Taxonomie und Systematik

### Nomenklatur
Zwar wurde der Name Epipactis viridiflora Hoffm. ex Krock. 1814 früher publiziert als der gebräuchliche Name Epipactis purpurata Sm. 1828, jedoch gehen die Meinungen auseinander, ob Epipactis viridiflora tatsächlich diese Art beschreibt. Daher ist Epipactis purpurata als „nomen conservandum“ konserviert worden. Der Name wurde 1828 von James Edward Smith in English Flora, Band 4, S. 41 veröffentlicht.

### Synonyme
| - Serapias latifolia Hoffm. (1804) (Basionym) - Helleborine viridiflora (Hoffm. ex Krock.) Wheldon & Travis (1913) - Epipactis helleborine var. varians Crantz (1769) - Epipactis sessilifolia Peterm. (1844) - Epipactis latifolia var. violacea Dur.- Duq. (1846) - Epipactis violacea (Dur.- Duq.) Bor. (1857) - Limodorum violaceum (Dur.- Duq.) Kuntze (1891) - Epipactis varians (Crantz) Fleischm. & Rech. (1905) | - Helleborine sessilifolia (Peterm.) Druce (1905) - Helleborine violacea (Dur.- Duq.) Druce (1907) - Serapias sessilifolia (Peterm.) A.A. Eaton (1908) - Helleborine purpurata (Sm.) Druce (1909) - Helleborine varians (Crantz) O. Schwarz (1936) - Epipactis helleborine subsp. varians (Crantz) H. Sund. (1980) - Epipactis helleborine var. viridiflora (Hoffm. ex Krock.) O. Bolòs & Vigo (2001) |

## Unterarten, Formen, Varietäten

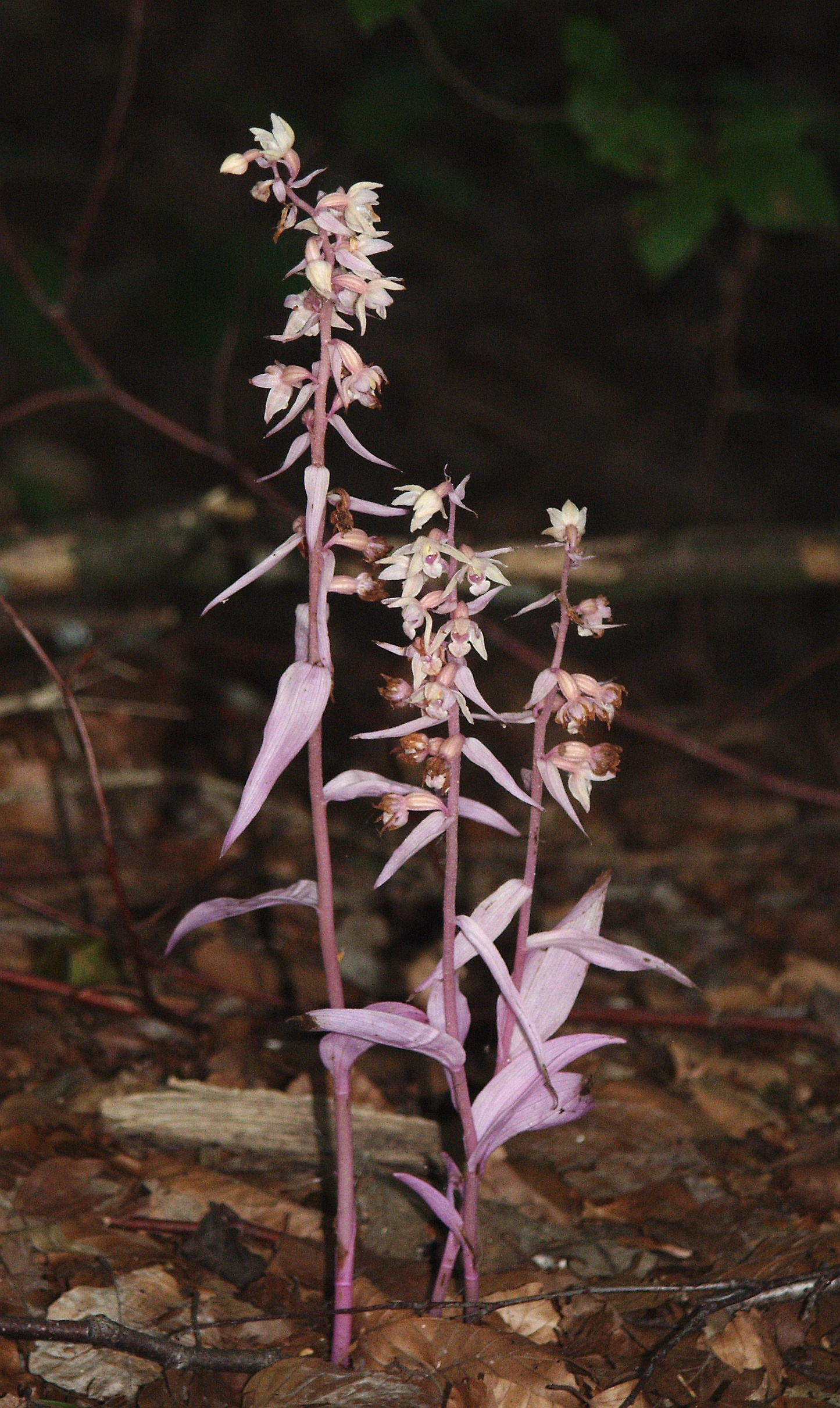
Epipactis purpurata lus. rosea auf der Hochfläche der östlichen Schwäbischen Alb

- Epipactis purpurata subsp. halacsyi (Robatsch) Kreutz

Die in Griechenland vorkommende Unterart ist 1990 als Epipactis halacsyi Robatsch beschrieben worden.
- Epipactis purpurata subsp. pollinensis (B. Baumann & H. Baumann) Kreutz

Diese Unterart ist 2000 als Epipactis pollinensis B. Baumann & H. Baumann beschrieben worden und kommt in Süditalien vor. Sie unterscheidet sich dadurch, dass sie in allen Teilen kleiner als die Nominatform ist.
- Epipactis purpurata subsp. kuenkeleana (Akhalkatski, H. Baumann, R. Lorenz & Mosulishvili) Kreutz

Diese im Kaukasus vorkommende Unterart wurde erst 2005 beschrieben und nach dem 2004 verstorbenen Orchideenexperten Dr. Siegfried Künkele benannt. Bei dieser Unterart sind die unteren Laubblätter rundlicher und die mittleren eiförmig. Die Blüten sind kräftiger gefärbt und die Wülste auf der Vorderlippe ausgeprägter.
- Epipactis purpurata lus. rosea Erdner (Syn.: Epipactis purpurata var. rosea (Erdner) Kreutz)

Diesen Pflanzen fehlt das Chlorophyll und es bleibt nur die violette Farbe übrig. In Verbindung mit der nun eigentlich weißen Grundfärbung erscheinen die Pflanzen rosa. Sie sind vollständig myko-heterotroph und in der Regel selten bis sehr selten zu finden.

## Hybriden
- Epipactis × schulzei P.Fourn. (1928) (Epipactis helleborine × Epipactis purpurata)
- Epipactis × liestalensis A. Camus (1929) (Epipactis atrorubens × Epipactis purpurata)

Nicht mit eigenem Namen beschrieben sind folgende Hybriden:
- Epipactis leptochila × Epipactis purpurata
- Epipactis pontica × Epipactis purpurata
- Epipactis greuteri × Epipactis purpurata